# Fruticetum

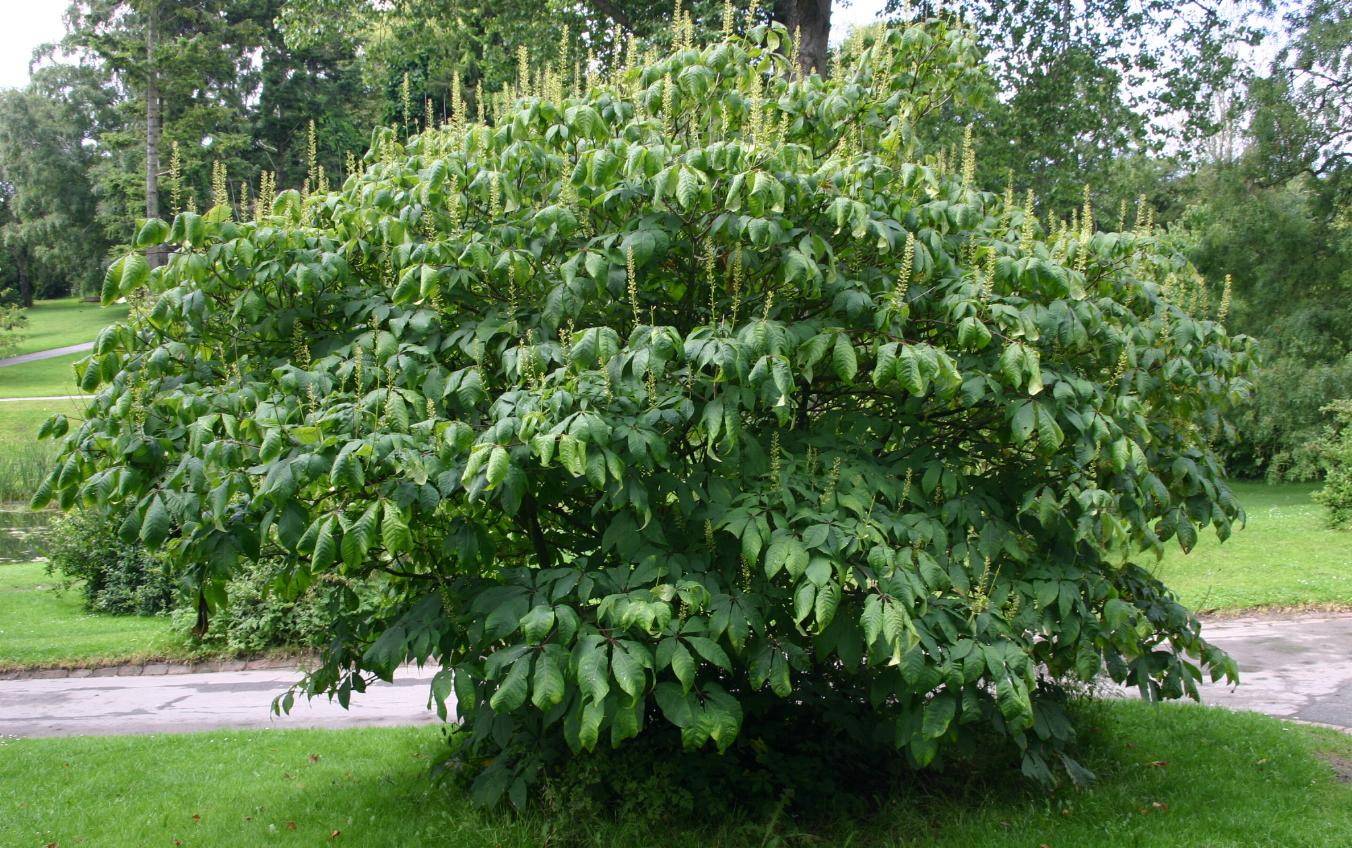
Aesculus parviflora, un arbusto.

fruticetum es un arboretum especializado en el cultivo de los arbustos, especies leñosas con una altura inferior a 7 metros.